# Best of De+LAX
『Best of De+LAX』(ベスト オブ デラックス)は、2001年11月28日に発売されたDe-LAXのアルバム。通算2枚目のベスト・アルバムである。発売元はフォーライフ・レコード。

## 概要
- 本作は、フォーライフ・レコードからの作品発売となる。
- 再結成後、初のベストアルバム。De-LAXのアルバム作品としては、前作『RenaiSSance』から2年ぶり、ベスト・アルバムとしては『THE STORY OF De+LAX 1988-1992 5Years×5Lives』以来、実に8年8か月ぶりのリリースとなった。
- 各アルバムから様々な選曲があったが、唯一6thアルバム『RenaiSSance』からの選曲がない。

## ツアー
- このベストアルバムをひっさげ、ライブ『Best of De-LAX』を行った。初日に渋谷DeSeOで、2日目に新宿LOFTでライブを行った。なお、この頃のライブの模様は現在も映像化されていない。

## 収録曲
| #   | タイトル                     | 作詞                       | 作曲               | 編曲             |
| --- | ---------------------------- | -------------------------- | ------------------ | ---------------- |
| 1.  | 「NEUROMANCER」              | 宙也                       | 鈴木正美           | 鈴木正美・De-LAX |
| 2.  | 「REVOLUTION -永遠の薔薇-」  | 宙也                       | 榊原秀樹           | 鈴木正美・De-LAX |
| 3.  | 「SEX,GOD,BLOOD」            | 宙也                       | 鈴木正美           | 鈴木正美・De-LAX |
| 4.  | 「雨のリバプール」           | 宙也                       | 榊原秀樹           | De-LAX           |
| 5.  | 「GLOBAL STREET」            | 宙也                       | 榊原秀樹           | 鈴木正美・De-LAX |
| 6.  | 「WORLD'S END -世界の果て-」 | 宙也                       | 榊原秀樹           | 鈴木正美・De-LAX |
| 7.  | 「MAYBE SUNDAY」             | 宙也                       | THE SPANISH BOMBS  | 鈴木正美・De-LAX |
| 8.  | 「WAR DANCE」                | 宙也                       | 榊原秀樹・鈴木正美 | De-LAX           |
| 9.  | 「SPIRITS A GO-GO」          | 宙也・京極輝男・高橋まこと | 鈴木正美           | 鈴木正美・De-LAX |
| 10. | 「TONIGHT」                  | De-LAX                     | De-LAX             | De-LAX           |
| 11. | 「MOVE ON UP」               | De-LAX                     | De-LAX             | De-LAX           |
| 12. | 「POP IS MY LIFE」           | 宙也                       | 鈴木正美           | De-LAX           |
| 13. | 「突然 炎のごとく」          | 宙也                       | 京極輝男           | De-LAX           |
| 14. | 「SENSATION」                | 宙也                       | 鈴木正美           | De-LAX           |
| 15. | 「BLUE HEART LOVER」         | 宙也                       | 鈴木正美           | De-LAX           |

## 曲解説
1. NEUROMANCER
  - 作詞:宙也、作曲:鈴木正美、編曲:鈴木正美・De-LAX

2ndシングルの表題曲。
2. REVOLUTION -永遠の薔薇-
  - 作詞:宙也、作曲:榊原秀樹、編曲:鈴木正美・De-LAX

3rdアルバム『KINGDOM』収録。
3. SEX,GOD,BLOOD
  - 作詞:宙也、作曲:鈴木正美、編曲:鈴木正美・De-LAX

3rdアルバム『KINGDOM』収録。
4. 雨のリバプール
  - 作詞:宙也、作曲:榊原秀樹、編曲:De-LAX

4thアルバム『EMOTIONAL MARKET』収録。
5. GLOBAL STREET
  - 作詞:宙也、作曲:鈴木正美、編曲:鈴木正美・De-LAX

4thシングルの表題曲。
6. WORLD'S END -世界の果て-
  - 作詞:宙也、作曲:榊原秀樹、編曲:鈴木正美・De-LAX

3rdアルバム『KINGDOM』収録。
7. MAYBE SUNDAY
  - 作詞:宙也、作曲:THE SPANISH BOMBS、編曲:鈴木正美・De-LAX

2ndアルバム『NEUROMANCER』収録。
8. WAR DANCE
  - 作詞:宙也、作曲:榊原秀樹・鈴木正美、編曲:De-LAX

サンプルカットシングル。本作に収録されているのはベスト・アルバム『THE STORY OF De+LAX 1988-1992 5Years×5Lives』収録バージョン。
9. SPIRITS A GO-GO
  - 作詞:宙也・京極輝男・高橋まこと、作曲:鈴木正美、編曲:鈴木正美・De-LAX

2ndアルバム『NEUROMANCER』収録。
10. TONIGHT
  - 作詞・作曲・編曲:De-LAX

6thシングルの表題曲。
11. MOVE ON UP
  - 作詞・作曲・編曲:De-LAX

5thアルバム『Our Favourite Roads』収録。
12. POP IS MY LIFE
  - 作詞:宙也、作曲:鈴木正美、編曲:De-LAX

1stシングルの表題曲。
13. 突然 炎のごとく
  - 作詞:宙也、作曲:京極輝男、編曲:De-LAX

1stアルバム『SENSATION』収録。
14. SENSATION
  - 作詞:宙也、作曲:鈴木正美、編曲:De-LAX

1stアルバム『SENSATION』収録。
15. BLUE HEART LOVER
  - 作詞:宙也、作曲:鈴木正美、編曲:De-LAX

1stアルバム『SENSATION』収録。